# Mark Dolan
Mark Dolan, född den 17 mars 1974 i Camden, är en engelsk komiker och programledare. Han har bland annat medverkat i Balls of Steel.

## Medverkan

### TV
- Balls of Steel
- The Weekly Show
- The World's ... and Me
- The Richard Taylor Interviews
- The Last Word
- Show Me The Funny
- Urban Legends

### Ståuppkomik
- So You Think You're Funny
- I’m Here To Help!

### Radio
- The Personality Test
- Jon Ronson